# 1775 en France
Chronologie de la France
- 1771
- 1772
- 1773
- 1774
- 1775
- 1776
- 1777
- 1778
- 1779

Cette page concerne l’année 1775 du calendrier grégorien.

## Événements
- 1er janvier : 
  - Condorcet est nommé par Turgot inspecteur général des Monnaies[1].
  - lettres patentes introduisant dans la généralité de Paris le système de taille tarifée (taille Bertier), enregistrées le 27 janvier par la cour des aides[2].
- 3 janvier : déclaration qui abolit les contraintes solidaires pour la taille entre les principaux habitants des paroisses[3].

- 10 avril : « Remontrances sur le lit de justice pour le rétablissement de la Cour »[2].
- 18 avril : troubles sur le marché de Dijon ; un meunier considéré comme accapareur est attaqué par la foule. Le mouvement gagne le bassin parisien : Beaumont-sur-Oise le 27 avril, Versailles le 2 mai. À Paris, le 3 mai, le peuple prend d’assaut les boulangeries[4],[5]. C’est la « guerre des farines », troubles organisés par les spéculateurs en conséquence des réformes de Turgot. La récolte médiocre de 1774 et la spéculation des marchands de grain, qui stockent pour faire monter les cours, provoque la « cherté » des grains (après celle de 1771 et 1773). Des émeutes éclatent sur les marchés et les émeutiers imposent une taxation des prix. Turgot est amené à réprimer durement les émeutes.

- 6 mai : « Remontrances relatives aux impôts » de la Cour des aides, dites « Grandes Remontrances ». Malesherbes critique l’ensemble du système fiscal[2].
- 30 mai : Turgot crée la Régie des poudres et des salpêtres. Le 24 juin, Lavoisier y est nommé commissaire et s’installe à l’Arsenal[6].

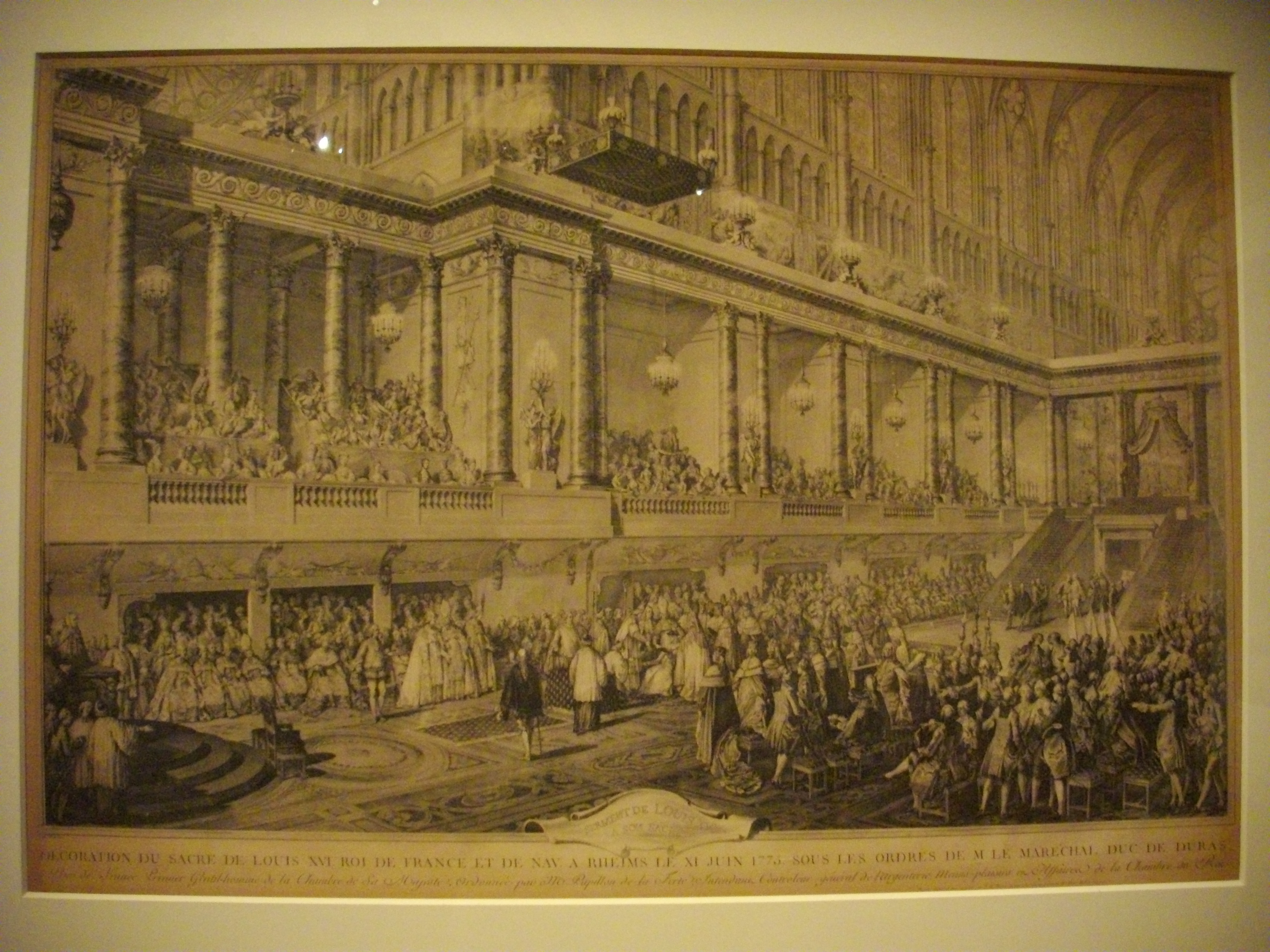
Sacre de Louis XVI, le 11 juin 1775 : le roi prête le serment du royaume entre les mains de l’archevêque, eau-forte, Jean-Michel Moreau.

- 11 juin : sacre de Louis XVI à Reims[7].

- 3 juillet - 13 décembre : assemblée du clergé[8]. Ces délibérations des 13 juillet et 18 septembre accordent au roi 16 millions de livres de don gratuit[9].
- 12 juillet : Malesherbes devient secrétaire d'État à la Maison du Roi (fin en 1776)[10].
- 30 juillet : déclaration supprimant la Caisse d’amortissement instituée par Laverdy en 1764[11].

- 18 août : arrêt du conseil qui fait défense d’employer en justice des lettres interceptées[2].

- Août : édit de Turgot visant l’extinction des charges dédoublées et réduction de 408 à 204 du nombre des receveurs de taille. Elles sont rétablies en janvier 1782[12].

- 22 octobre : tremblement de terre à Vico en Corse[13].
- 27 octobre : Saint-Germain est nommé ministre de la guerre (fin le 27 septembre 1777)[14]. Il réforme l’armée : suppression des corps de la maison du roi, de la vénalité des charges militaires, organisation des écoles militaires installés dans des collèges tenus par les religieux, introduction des châtiments corporels dans l’armée, réorganisation de l’artillerie (Gribeauval).

- 21 novembre : Avertissement aux Fidèles sur les avantages de la Religion chrétienne et les effets pernicieux de l’Incrédulité[15]. L’Assemblée du clergé s’inquiète des projets des réformateurs sur la tolérance.
- 30 décembre : tremblement de terre centré sur Caen, en Normandie[13].

- Emprunt ouvert à Gènes portant sur six millions de livres[2].